# Tanacetum lanuginosum
Tanacetum lanuginosum — вид рослин з роду пижмо (Tanacetum) й родини айстрових (Asteraceae).

## Опис
Листки зазвичай тьмяно-зелені від рясного пухкого войлочка, але нерідко слабо-волосисті; сегменти першого порядку в кількості 7–18 з кожного боку, сидячі, своєю чергою перисторозсічені або перистороздільні; кінцеві часточки вузько-лінійні (до 0.6 мм ушир). 2n=28.

## Середовище проживання
Поширений у південному Сибіру й Монголії.